# Pharomachrus auriceps
El quetzal de cabeza dorada, viuda de la montaña, quetzal colinegro, quetzal cabeza dorada o quetzal cabecidorado (Pharomachrus auriceps) es una especie de ave de la familia de los trogones (Trogonidae), autóctona de gran parte de Sudamérica y Panamá.